# نخلة المروحة

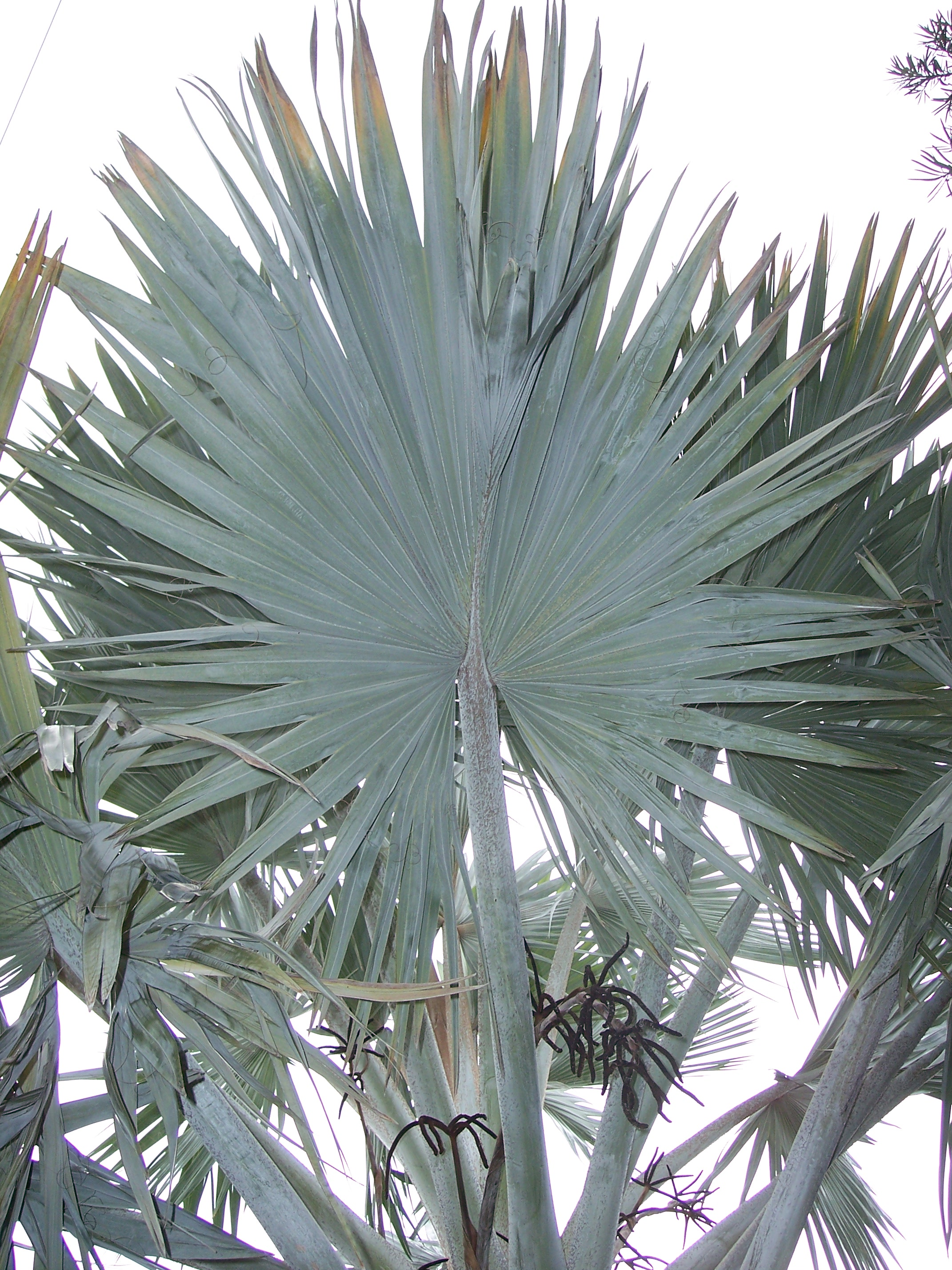
ورقة مركبة نموذجية لنخلة المروحة (بسماركية نبيلة).

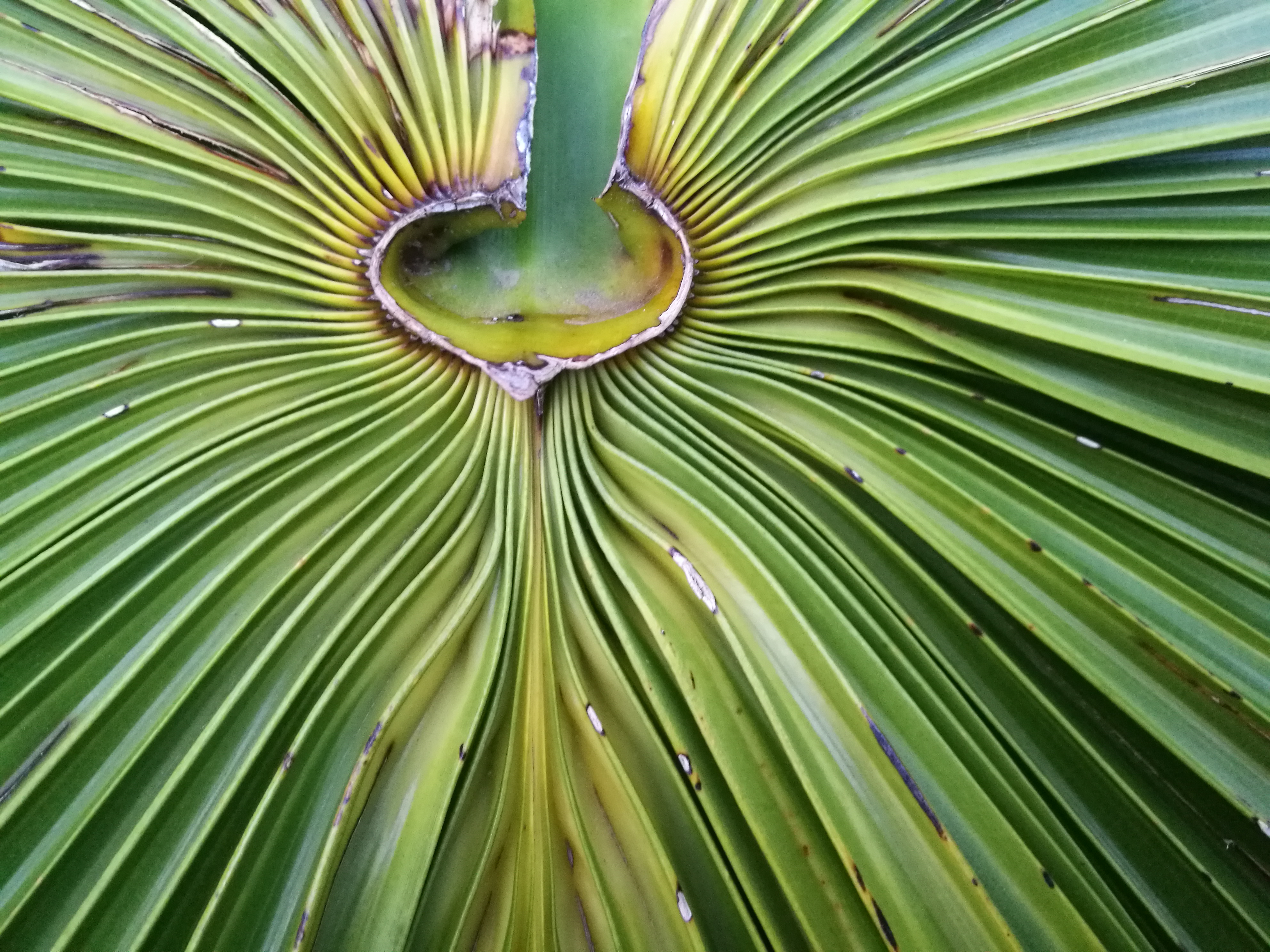
تفاصيل ورقة من نبات "لخبة جنوبية"

يمكن أن يشير مصطلح نخيل المروحة أو النخيل المروحية إلى وصف عدة أنواع مختلفة من أشجار النخيل (النخلية) في أجناس مختلفة ذات أوراق مفصصة على شكل كف اليد (بدلاً من أن تكون مركبة على شكل ريش). معظمها أعضاء في فُصيلة الكوريفاوات، على الرغم من أن بعض الأجناس في الفُصيلة القلاموساوات (موريتة وMauritiella وLepidocaryum) لها أيضًا أوراق على شكل كف اليد. تشمل أجناس نخيل المروحة:
- بسماركية
- بوراس
- نارجيل ثلاثي الشعب
- كوبرنيكية
- دوم (نبات)
- Licuala
- Pritchardia
- Rhapidophyllum
- رابسة
- سبال
- ترينكس
- ذو الرسغ الخشن
- Trithrinax

يمكن أيضًا استخدام مصطلح نخيل المروحة كجزء من الاسم الشائع لأجناس أو أنواع معينة. ومن بين أشجار النخيل المعروفة باسم نخيل المروحة:
- الدَّوْم  [لغات أخرى]‏ (نخلة المروحة الأوروبية)
- دوم بيترسياني (نخلة المروحة الحقيقية)
- لخب (نخلة المروحة الصينية وأُخريات)
- واشنطونية (نخلة المروحة الكاليفورنية، نخلة المروحة المكسيكية[1])
- لتانية (نخيل المروحة المحيط الهندي)

يُطلق أحيانًا على نخيل المسافر (رعامة مدغشقرية)، وPhenakospermum (P. guyannense)، وعصفور الجنة الكبير (Strelitzia nicolai)، ونخيل المروحة في غينيا الجديدة (Cordyline fruticosa) اسم نخيل المروحة، بسبب الشكل المميز لأوراقها؛ ومع ذلك، لا ينتمي أي منها إلى فصيلة النخلية.